# Chilomys neisi
Chilomys neisi és una espècie de mamífer rosegador de la família dels cricètids. És endèmic de l'extrem meridional de l'Equador, on viu a una altitud d'entre 2.500 i 2.900 msnm. El seu hàbitat natural són els boscos montans. És un representant petit del gènere Chilomys, amb una llargada de cap a gropa de 95-100 mm. El pelatge és de color gris fosc tant al dors com al ventre. Fou anomenat en honor de l'aixecadora equatoriana Neisi Dajomes Barrera, campiona olímpica en la seva disciplina.